# Öja hed
Öja hed este o arie protejată (arie specială de conservare — SAC, sit de importanță comunitară — SCI) din Suedia întinsă pe o suprafață de 7,4 ha, integral pe uscat.

## Localizare
Centrul sitului Öja hed este situat la coordonatele 58°14′28″N 13°43′18″E / 58.2412°N 13.7217°E.

## Înființare
Situl Öja hed a fost declarat sit de importanță comunitară în ianuarie 1997 pentru a proteja 1 specie de plante. Situl a fost protejat și ca arie specială de conservare în martie 2011.

## Biodiversitate
Situată în ecoregiunea boreală, aria protejată conține 4 habitate naturale: Pajiști uscate seminaturale și facies de acoperire cu tufișuri pe substraturi calcaroase (Festuco-Brometalia) (* situri importante pentru orhidee), Pajiști fino-scandinave uscate până la mezice, bogate în specii de altitudine mică, Pajiști cu Molinia pe soluri calcaroase, turboase sau argilos-nămoloase (Molinion caeruleae), Alvar nordic și șisturi calcaroase precambriene.
La baza desemnării sitului se află o specie protejată de  plante: Tortella rigens.